# The Producers (sèrie de televisió)
The Producers (Hangul: 프로듀사; RR: Peurodyusa) és una sèrie de televisió sud-coreana del 2015 amb Cha Tae-hyun, Gong Hyo-jin, Kim Soo-hyun i IU. Es va emetre a KBS2 del 15 de maig al 20 de juny de 2015 els divendres i dissabtes a les 21:15 (KST) franja horària de 12 episodis.